# Nude Songs
『Nude Songs』（ヌード・ソングス）は、浅香唯の8枚目のスタジオ・アルバム。1990年2月28日にマイカルハミングバードよりリリースされた。

## 概要
前作『PRIDE』からわずか3か月のインターバルでの発売となった。浅香は1990年初頭に女優活動を休止し、音楽活動に専念することを発表した。その第1弾アルバムとして発表された本作は、メッセージ性の強いアルバムに仕上がっている。
先行シングル「Chance!」は、シングルとは別アレンジの ″Nude Version″ で収録されている。コンサートやライブでは、この ″Nude Version″ のアレンジで歌われることが多い。1991年2月に発売されたベストアルバム『Thanks a lot』にも ″Nude Version″ で、ボーカル新録音によって収録されている。もう1曲 ″Nude Version″ として収録されている「7 day's Girl」は、雪印 ″とってもゼリー″ のCMソングに使用され、CMには浅香本人も出演した。同曲のオリジナル・バージョンは商品購入者に抽選でプレゼントされたCDシングル(非売品)に収録されていた（のちに『浅香唯大全集 THE COMPLETE BOX』、『CRYSTALS 〜25th Anniversary Best〜』、『浅香唯 30周年記念コンプリートBOX』に収録）。さらに、このアルバム購入者には抽選で非売品ビデオ『Yui Asaka in 7 day's Girl 〜雪印とってもゼリーCMメイキング〜』がプレゼントされた。前述の『Thanks a lot』にはオリジナル・アレンジで収録されている。
TM NETWORKの木根尚登が1曲提供している。近年では福山雅治のほとんどの楽曲の編曲を手掛けている井上鑑が『HERSTORY』以来4作ぶりに全曲のアレンジを行っている。M-6「BEAT UP!」はテレビ番組でも披露されており、その後のコンサートで選曲されることも多い。
本作を引っさげて、コンサート・ツアー『Nude Songs TOUR Vol.1 CLOSE TO MY HEART』（1990年3月17日 - 5月6日、全国12か所）を開催した。

## 収録曲
1. Chance! (Nude Version)
作詞: 麻生圭子 / 作曲: 織田哲郎 / 編曲: 井上鑑
2. ガールフレンズ
作詞: 麻生圭子 / 作曲: 羽田一郎 / 編曲: 井上鑑
3. 7 day's Girl (Nude Version)
作詞: 麻生圭子 / 作曲: 織田哲郎 / 編曲: 井上鑑（コーラスアレンジ: 町支寛二）
4. Street Rock
作詞: 浅香唯 / 作曲: 木根尚登 / 編曲: 井上鑑
5. Lonesome Blvd.
作詞: 麻生圭子 / 作曲: 羽田一郎 / 編曲: 井上鑑
6. BEAT UP!
作詞: 浅香唯 / 作曲: 羽田一郎 / 編曲: 井上鑑
7. Dawn Dawn
作詞: 麻生圭子 / 作曲: 前田克樹 / 編曲: 井上鑑
8. Great Sheep
作詞: 麻生圭子 / 作曲: 羽田一郎 / 編曲: 井上鑑（コーラスアレンジ: 町支寛二）
9. 約束
作詞: 浅香唯 / 作曲: 前田克樹 / 編曲: 井上鑑
10. HEARTは元気?
作詞: 浅香唯 / 作曲: 伊藤心太郎 / 編曲: 井上鑑（コーラスアレンジ: 町支寛二）

## 関連作品
- 浅香唯大全集 THE COMPLETE BOX
- 浅香唯 30周年記念コンプリートBOX